# 1454
Năm 1454 là một năm trong lịch Julius.

## Sự kiện
- 18 tháng 9: Trận Chojnice, vương quốc Ba Lan thảm bại trước Hiệp sĩ Teuton.